# Fritz Hauser
Pour les articles homonymes, voir Fritz Hauser (homonymie).
Fritz Hauser est un musicien et compositeur suisse, né le 29 mars 1953 à Bâle en Suisse.
Son univers artistique est très personnel et s'articule principalement autour de l'improvisation, du temps, de l'espace, des résonances, du visuel, mais aussi de l'humour...

## Principales compositions
- On Time and Space (pour 50 cymbales)
- Die Klippe (pour marimba et 3 cymbales)
- Der Pendler (pour batterie)
- Le souvenir (pour 4 caisses claires, 2 triangles, grosse caisse et sac de sport !)
- Musique pour les bains thermaux de Vals (Grisons) (pierres musicales)